# Boeing 818
El Boeing 818 fue el candidato de Boeing en la competición para el caza TFX de las fuerzas armadas estadounidenses. 

## Desarrollo
La Fuerza Aérea y la Armada estadounidenses estaban buscando un nuevo avión cuando Robert McNamara fue designado Secretario de Defensa de los Estados Unidos en 1961. El avión buscado por los dos servicios armados compartían la necesidad de llevar pesadas cargas de armamento y combustible, desarrollaba una alta velocidad supersónica, dos motores y dos asientos, y probablemente usara alas de geometría variable. El 14 de febrero de 1961, McNamara ordenó a los servicios que estudiaran el desarrollo de un solo avión que satisficiera ambos requerimientos. Los primeros estudios indicaron que la mejor opción era basar el diseño en el requerimiento de la Fuerza Aérea, y usar una versión modificada para la Armada. En junio de 1961, el Secretario McNamara ordenó proseguir con el Tactical Fighter Experimental (TFX), a pesar de que la Fuerza Aérea y la Armada se esforzaban por mantener sus programas separados.
Se recibieron propuestas de Boeing, General Dynamics, Lockheed, McDonnell, North American and Republic. El grupo de evaluación encontró carencias en todas las propuestas, pero Boeing y General Dynamics fueron seleccionadas para presentar diseños mejorados. El Boeing 818 fue recomendado por la junta de selección en enero de 1962, con la excepción del motor, que no fue considerado aceptable. También fueron necesarios el cambiar a una cápsula de escape en lugar de asientos eyectables, y alteraciones en el almacenamiento del radar y misiles. Ambas compañías proporcionaron propuestas mejoradas en abril de 1962. Los revisores de la Fuerza Aérea favorecieron la oferta de Boeing, mientras que la Armada encontró ambas propuestas inaceptables para sus operaciones. Se dirigieron dos rondas más de mejoras en las propuestas, siendo elegida Boeing por la junta de selección.
En noviembre de 1962, McNamara seleccionó la propuesta de General Dynamics debido a su mayor comunión entre las versiones de la Fuerza Aérea y la Armada. El avión de Boeing compartía menos de la mitad de los principales componentes estructurales. General Dynamics firmó el contrato TFX en diciembre de 1962. Se produjo una investigación del Congreso, pero no cambiaría la selección. La propuesta ganadora se convertiría más tarde en el General Dynamics F-111 Aardvark.

### Secuencias de designación
- Secuencia Numérica (interna de Boeing): ← 474 - 479 - 701 - 818 - 953